# Marco Antonio Auli Niño
Marco Antonio Auli Niño (Bucaramanga, Santander; 27 de junio de 1886 - Bogotá, 19 de enero de 1949) fue un empresario y político colombiano, que ejerció como ministro de tres carteras durante el primer gobierno de Alfonso López Pumarejo. 

## Biografía
Marco Antonio Auli Niño fue hijo extramatrimonial de Benito Auli Mancilla y de Leonarda Niño Rodríguez, al igual que su hermano Benito. Contrajo primeras nupcias con María Luisa Price y por segunda vez con Inés Martínez Delgado. 
Fundador de una exitosa empresa molinera en Sogamoso, Auli residió varios años en este municipio. Adquirió en 1921 El Diario Nacional al expresidente Jorge Holguín, en compañía de Alfonso López Pumarejo y Luis Samper Sordo, empresa que gerenció pero que no tuvo éxito, al ser una tribuna liberal inconforme con la prevalente visión política del general Benjamín Herrera.
Auli vende el periódico y regresa a Sogamoso, donde fue elegido Diputado de Boyacá en 1928, Senador en 1931, Representante en 1932, Gobernador de Boyacá entre 1933 y el 17 de julio de 1934, ministro del presidente Alfonso López en las carteras de Agricultura, Hacienda y Guerra y embajador en Panamá en 1936. En 1943 fue el primer gerente del Banco Postal Nacional.
Auli Niño falleció en Bogotá el 19 de enero de 1949, siendo honrada su memoria por el Gobierno Nacional mediante decreto 115 y dispuestas sus honras fúnebres en el Congreso de la República.